# X0性別決定系統

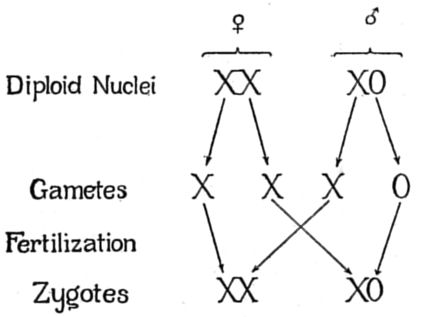
XO性別決定中性染色體的遺傳

X0性别决定系统是一种性别决定系统。在這個系統中，只有一種染色體，男性只有一個X染色體（X0），女性則有兩個（XX）。有時字母0表示缺少第二個X。母性配子總是包含X染色體，因此動物後代的性別取決於雄性配子中是否存在性染色體。精子包含一個X染色體或根本沒有性染色體。X0性别决定系统存在於多數的蜘蛛綱動物和無翅亞綱昆蟲之中。

## 單性繁殖
具有X0性別決定的孤雌生殖可以通過不同的機制發生以產生雄性或雌性後代。

## 人類
在人類中，只有一個X染色體被稱為特纳氏综合征。然而，這樣的個體通常以女性形式存在，因為人類具有XY性別決定係統。